# 郑春伟
郑春伟（1974年11月—），江苏徐州人，中华人民共和国政治人物，1998年8月参加工作，1996年6月加入中國共產党。

## 人物经历
曾任邳州市副市长，邳州市委常委、组织部长，丰县县委常委、副县长，徐州市生态环境局局长、党组书记，丰县县委副书记、县政府县长、党组书记。2022年1月，丰县发生徐州八孩母亲事件，由于丰县县委和县政府处置不当，造成恶劣影响。江蘇省省委對郑春伟作出党内严重警告处分，免去其党内职务，並责令其辞去县长职务。